# 曼薩孔科
曼薩孔科（英語：Mansa Konko）是西非國家岡比亞的城鎮，也是下河區的首府，位於索馬以北約3公里，鎮上同名的山丘海拔高度38米，鎮上有英國殖民時期的古老建築物，2010年人口估計約321。
13°28′N 15°33′W / 13.467°N 15.550°W